# Heinrich Metzroth
Heinrich Metzroth (* 17. Dezember 1893 in Bingerbrück; † 19. Januar 1951) war ein katholischer Weihbischof.

## Leben

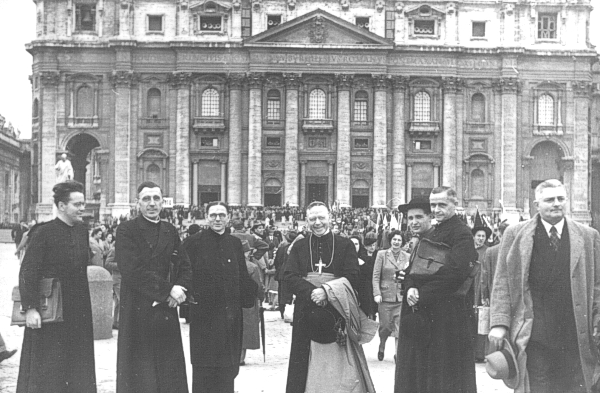
Weihbischof Heinrich Metzroth in Rom

Metzroth wurde als Sohn des Rektors Josef Metzroth geboren. In der Gemeinde auf dem Rupertsberg wuchs er gemeinsam mit zehn Geschwistern auf. Auf der anderen Seite der Nahe, in Bingen, besuchte er das Progymnasium und wechselte anschließend auf das Friedrich-Wilhelm-Gymnasium nach Trier, wo er 1912 als Zögling des Bischöflichen Konvikts die Reifeprüfung bestand. Am 12. August 1916 wurde er nach Studien der Philosophie und der Katholischen Theologie von Bischof Felix Korum zum Priester geweiht.
Fünf Jahre wirkte er als Kaplan an der Liebfrauenkirche in Koblenz und als Religionslehrer an der Ursulinenschule. Es folgten weitere Studien an der Kölner Universität, die er 1927 mit dem Staatsexamen für den höheren Lehrdienst abschloss. Daraufhin übernahm er am 8. April 1927 eine Stelle als Studienrat am Reform-Realgymnasium. Am 26. April 1936 wurde er an das Kaiserin-Augusta-Gymnasium in Koblenz berufen.
Am 2. Oktober 1936 wurde er durch Bischof Franz Rudolf Bornewasser in das Hohe Domkapitel berufen. Bereits im Dezember 1936 wurde ihm als Geistlichem Rat das Schulreferat im Bischöflichen Generalvikariat anvertraut. Hier vertrat er im Kampf um das Fortleben der katholischen Bekenntnisschulen konsequent deren Bestand, der durch das Reichskonkordat von 1933 garantiert worden war. Trotz dieser Vereinbarung wurde 1937 die Gemeinschaftsschule eingeführt. Als schließlich die bekenntnismäßige Lehrerausbildung unmöglich wurde und schließlich sogar der Religionsunterricht in der Volksschule abgeschafft wurde, führte Heinrich Metzroth Kinderseelsorgestunden im Bistum Trier ein.
Im Februar 1942 wurde Heinrich Metzroth wegen Verbreitens der 30 Programmpunkte der nationalen Reichskirche Deutschlands von der Gestapo Trier verhört sowie Schriftgut aus seinem Büro und aus seiner Wohnung beschlagnahmt.

## Wirken als Weihbischof

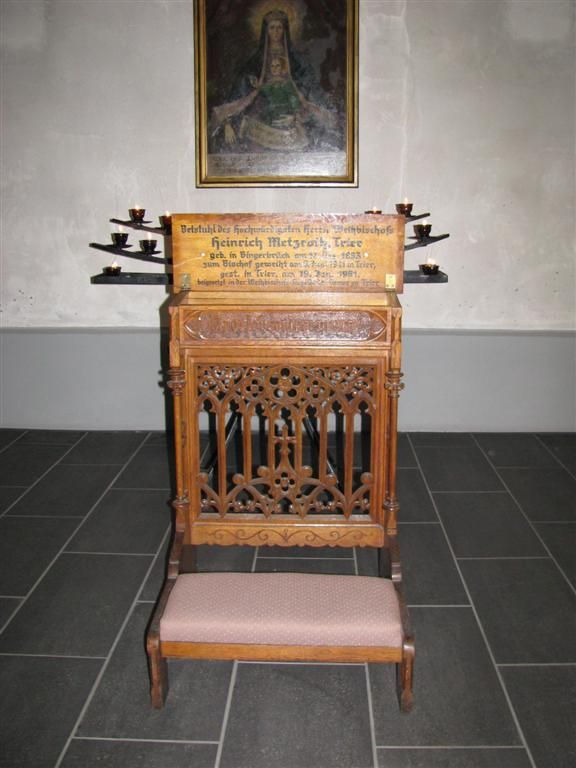
Betstuhl von Weihbischof Heinrich Metzroth in der katholischen Pfarrkirche Bingerbrück

Am 12. Mai 1941 ernannte ihn Papst Pius XII. in „Anerkennung seiner Verdienste und in Würdigung seiner überragenden Persönlichkeit“ zum Titularbischof von Thyatira und Weihbischof in Trier. Die Konsekration erfolgte am 8. Juni 1941 durch Erzbischof Bornewasser. Mitkonsekratoren waren die Weihbischöfe Albert Maria Fuchs aus Trier und Wilhelm Stockums aus Köln. Sein Wahlspruch lautete: In veritate et caritate (‚In Wahrheit und Liebe‘). In den zehn Jahren seiner Tätigkeit als Weihbischof besuchte Heinrich Metzroth 862 Pfarreien und Vikarien, er spendete 155.000-mal das Sakrament der Firmung, erteilte 507-mal die Tonsur und niedere Weihen und 76-mal die Priesterweihe.
1947 leitete Metzroth eine Kommission der deutschen Bischöfe, in der Fachleute aus verschiedenen deutschen Diözesen eine Liste von „Einheitsliedern“ für den Gemeindegesang erarbeitete.
Zu Beginn des Jahres 1951 musste Heinrich Metzroth ins Krankenhaus, wo er nach einer Operation am 19. Januar 1951 verstarb. Seine letzte Ruhestätte fand Metzroth in der Weihbischofskapelle im Trierer Domkreuzgang.